# 余忭
余忭（1411年—？），亦作「俞忭」，字士悦，浙江宁波府奉化县人。明朝官員。

## 生平
宣德十年（1435年）乙卯科浙江鄉試第十六名舉人，正统元年（1436年）丙辰科會試第四十五名，二甲第十三名进士，正统六年（1441年）授礼科给事中。正統七年（1442年）與劉遜分別任正、副冊封使前往琉球國，翌年到達首里冊封尚忠為王。终仕礼部右侍郎。

## 家族
曾祖余大東。祖父余伯衡。父余汝牧，徐州豐縣學教諭。母竺氏。嚴侍下。兄慶恂、慶忻。娶陳氏。